# Рабинович, Евсей Маркович
Евсей Маркович Рабинович (06.07.1930 — ?(до 2019)) — российский физик, разработчик термоядерных зарядов, доктор физико-математических наук (1970), лауреат Ленинской премии (1962), заслуженный деятель науки РФ (1997).

## Биография
Родился 06.07.1930 в Киеве, в 1933 г. с родителями переехал в Ленинград.
Окончил МИФИ (1954).
Работал в КБ-11 (ВНИИЭФ) (теоретическое отделение), с 1969 по 1995 г. начальник отдела (старший научный сотрудник), с 1995 г. главный научный сотрудник.
Один из разработчиков термоядерного заряда РДС-37 и зарядов следующих поколений. Автор ряда решений, улучшивших тактико-технические характеристики зарядов.

### Научные предложения
- в 1954 году — конструкцию одного из элементов термоядерного заряда двухступенчатой водородной бомбы, основанной на фундаментальном принципе радиационной имплозии. За это награждён орденом Трудового Красного Знамени (1956).
- в 1955 году — новую конструкцию для термоядерного узла водородной бомбы, с использованием которой во ВНИИЭФ разработан первый заряд для знаменитой ракеты Р-7.
- в 1960 году — заряд, ставший прототипом одного из самых массовых изделий, стоящих на вооружении. За это стал лауреатом Ленинской премии.

В 1960-е годы выступил также с инициативой разработки боевой части с уникальными характеристиками с целью прорыва ПРО США.
В 2012 г. ещё работал. Умер после тяжелой и продолжительной болезни, дата пока не выяснена (не позднее 2015 года).
Заслуженный деятель науки РФ (30.06.1997).